# رول دبا
رول دبا روستای کوچکی از توابع شهر دبا الفجیره در نوار ساحلی کرانهٔ
دریای عمان از توابع امارت فجیره از امارات هفتگانه دولت امارات متحده عربی واقع شده‌است.

## جمعیت
جمعیت رول دبا در حدود ۷۵ نفر (۹ خانوار) می‌باشند که از اهل سنت و مالکی مذهب هستند.